# (2604) Marshak
(2604) Marshak es un asteroide perteneciente al cinturón de asteroides, descubierto el 13 de junio de 1972 por Tamara Mijáilovna Smirnova desde el Observatorio Astrofísico de Crimea (República de Crimea).

## Designación y nombre
Designado provisionalmente como 1972 LD1. Fue nombrado Marshak en honor al escritor ruso-soviético Samuil Yákovlevich Marshak.